# Буритис (Рондония)

Буритис на карте штата.

Буритис (порт. Buritis)  —  муниципалитет в Бразилии, входит в штат Рондония. Составная часть мезорегиона Мадейра-Гуапоре. Входит в экономико-статистический  микрорегион Порту-Велью. Население составляет 32 383 человека на 2010 год. Занимает площадь 3 265,81 км². Плотность населения — 9,92 чел./км².

## История
Город основан 27 декабря 1995 года. 

## Демография
Согласно сведениям, собранным в ходе переписи 2010 г. Национальным институтом географии и статистики (IBGE), население муниципалитета составляет:
| Полное население                               | Полное население                               | Полное население                               | Полное население                               | 32 383 |
| ---------------------------------------------- | ---------------------------------------------- | ---------------------------------------------- | ---------------------------------------------- | ------ |
| в том числе:                                   | Городское население                            | 18 122                                         | Процент городского населения, %                | 55,96  |
|                                                | Сельское население                             | 14 261                                         | Процент сельского населения, %                 | 44,04  |
|                                                | Мужское население                              | 16 741                                         | Процент мужского населения, %                  | 51,70  |
|                                                | Женское население                              | 15 642                                         | Процент женского населения, %                  | 48,30  |
| Плотность населения, чел/км²                   | Плотность населения, чел/км²                   | Плотность населения, чел/км²                   | Плотность населения, чел/км²                   | 9,92   |
| Население муниципалитета в % к населению штата | Население муниципалитета в % к населению штата | Население муниципалитета в % к населению штата | Население муниципалитета в % к населению штата | 2,07   |

По данным оценки 2015 года население муниципалитета составляет 37 838 жителей.

## Важнейшие населенные пункты
| № | Населённый пункт | Населённый пункт (порт.) | Категория | Население чел. (2010) | На карте                        |
| - | ---------------- | ------------------------ | --------- | --------------------- | ------------------------------- |
| 1 | Буритис          | Buritis                  | город     | 18122                 | 10°12′26″ ю. ш. 63°49′44″ з. д. |